# Listes de mines en Asie
Voici des listes de mines situées en Asie. Elles sont triées par pays.

## Par pays
- Liste de mines au Japon
- Liste de mines en Chine
- Liste de mines en Inde
- liste de mines en Indonésie
- liste de mines au Pakistan
- liste de mines en Russie